# 劉麥嘉軒
劉麥嘉軒，BBS，JP（1966年—），是一香港會計師，現任積金局主席，擔任畢馬威會計師事務所中國香港辦事處稅務主管及合夥人和香港會計師公會稅務委員會主席。她曾任香港政府經濟機遇委員會成員，現任婦女事務委員會成員、財務匯報局財務匯報檢討委員團成員及智經研究中心召集人。已故香港歌手張國榮的外甥女。

## 家庭
劉麥嘉軒之生父為印裔香港學者、香港大學比較文學系前系主任亞巴斯，其母為消費者委員會首任總幹事張綠萍，有一孿生妹麥嘉殷。年幼時生父出軌導致父母婚姻破裂，後來母親改嫁港英政府運輸司麥法誠，兩姊妹亦隨繼父改姓。香港著名歌星、影星張國榮為其舅。
劉麥嘉軒第一任丈夫為馬來西亞工程師，其後離異並改嫁香港中文大學前校長劉遵義，兩人年齡相差22歲，2010年1月11日成婚。